# Kompani Linge
Norwegian Independent Company No. 1 (NORIC 1) (populært kaldt Kompani Linge) var en norsk militærafdeling oprettet under 2. verdenskrig. Det uofficielle navn, Kompani Linge, kom fra den første kompagnichef, kaptajn Martin Linge. Norwegian Independent Company No. 1 blev oprettet af det britiske Special Operations Executive (SOE) i juli 1941. Kompagniet skulle dels deltage i britiske-ledede operationer i Norge, dels organisere, instruere og lede den norske modstandsbevægelse samt være bindeled mellem ude- og hjemmefronten og drive efterretningsvirksomhed.
| Militær | Spire Denne artikel om militær er en spire som bør udbygges. Du er velkommen til at hjælpe Wikipedia ved at udvide den. |